# Saint-Santin-de-Maurs
Pour les articles homonymes, voir Saint-Santin (homonymie).
Saint-Santin-de-Maurs est une commune française située dans le département du Cantal, en région Auvergne-Rhône-Alpes. Le bourg de la commune de Saint-Santin-de-Maurs présente la particularité d'être juxtaposé au bourg homonyme de Saint-Santin, situé dans le département de l'Aveyron.

## Géographie

### Communes limitrophes
La commune est limitrophe des départements de l'Aveyron et du Lot.
| Le Trioulou           | Saint-Constant-Fournoulès |                        |
| Bagnac-sur-Célé (Lot) | Saint-Santin-de-Maurs     |                        |
| Montredon (Lot)       | Montmurat                 | Saint-Santin (Aveyron) |

### Climat
Pour des articles plus généraux, voir Climat d'Auvergne-Rhône-Alpes et Climat du Cantal.
En 2010, le climat de la commune est de type climat océanique altéré, selon une étude du CNRS s'appuyant sur une série de données couvrant la période 1971-2000. En 2020, Météo-France publie une typologie des climats de la France métropolitaine dans laquelle la commune est exposée à un climat de montagne ou de marges de montagne et est dans la région climatique  Ouest et nord-ouest du Massif Central, caractérisée par une pluviométrie annuelle de 900 à 1 500 mm, maximale en automne et en hiver. 
Pour la période 1971-2000, la température annuelle moyenne est de 12,2 °C, avec une amplitude thermique annuelle de 15,9 °C. Le cumul annuel moyen de précipitations est de 1 056 mm, avec 10,9 jours de précipitations en janvier et 6,8 jours en juillet. Pour la période 1991-2020, la température moyenne annuelle observée sur la station météorologique de Météo-France la plus proche, « Saint-Constant »sur la commune de Saint-Constant-Fournoulès à 4 km à vol d'oiseau, est de 12,7 °C et le cumul annuel moyen de précipitations est de 1 058,4 mm,. Pour l'avenir, les paramètres climatiques de la commune estimés pour 2050 selon différents scénarios d'émission de gaz à effet de serre sont consultables sur un site dédié publié par Météo-France en novembre 2022.

## Urbanisme

### Typologie
Au 1er janvier 2024, Saint-Santin-de-Maurs est catégorisée commune rurale à habitat très dispersé, selon la nouvelle grille communale de densité à 7 niveaux définie par l'Insee en 2022.
Elle est située hors unité urbaine et hors attraction des villes,.

### Occupation des sols
L'occupation des sols de la commune, telle qu'elle ressort de la base de données européenne d’occupation biophysique des sols Corine Land Cover (CLC), est marquée par l'importance des territoires agricoles (89,8 % en 2018), en augmentation par rapport à 1990 (85,6 %). La répartition détaillée en 2018 est la suivante : 
prairies (50,4 %), zones agricoles hétérogènes (39,4 %), forêts (6 %), milieux à végétation arbustive et/ou herbacée (2,5 %), zones urbanisées (1,7 %). L'évolution de l’occupation des sols de la commune et de ses infrastructures peut être observée sur les différentes représentations cartographiques du territoire : la carte de Cassini (XVIIIe siècle), la carte d'état-major (1820-1866) et les cartes ou photos aériennes de l'IGN pour la période actuelle (1950 à aujourd'hui).

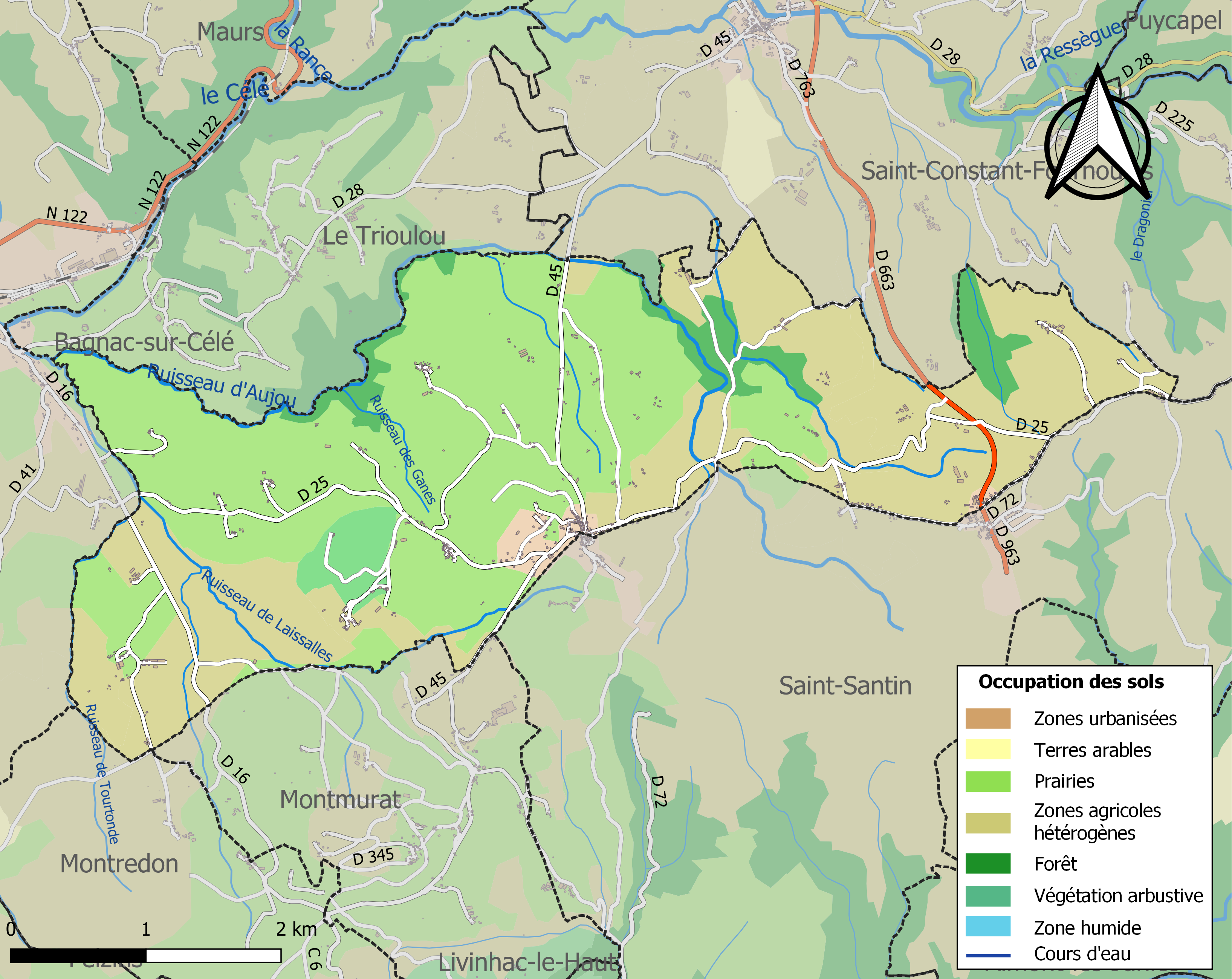
Carte des infrastructures et de l'occupation des sols de la commune en 2018 (CLC).

### Habitat et logement
En 2018, le nombre total de logements dans la commune était de 214, alors qu'il était de 209 en 2013 et de 197 en 2008.
Parmi ces logements, 76,5 % étaient des résidences principales, 10,1 % des résidences secondaires et 13,4 % des logements vacants. Ces logements étaient pour 95,2 % d'entre eux des maisons individuelles et pour 4,8 % des appartements.
Le tableau ci-dessous présente la typologie des logements à Saint-Santin-de-Maurs en 2018 en comparaison avec celle du Cantal et de la France entière. Une caractéristique marquante du parc de logements est ainsi une proportion de résidences secondaires et logements occasionnels (10,1 %) inférieure à celle du département (20,4 %) mais supérieure à celle de la France entière (9,7 %). Concernant le statut d'occupation de ces logements, 84,8 % des habitants de la commune sont propriétaires de leur logement (79,6 % en 2013), contre 70,4 % pour le Cantal et 57,5 pour la France entière.
| Typologie                                               | Saint-Santin-de-Maurs | Cantal | France entière |
| ------------------------------------------------------- | --------------------- | ------ | -------------- |
| Résidences principales (en %)                           | 76,5                  | 67,7   | 82,1           |
| Résidences secondaires et logements occasionnels (en %) | 10,1                  | 20,4   | 9,7            |
| Logements vacants (en %)                                | 13,4                  | 11,9   | 8,2            |

## Histoire
Le bourg de la commune de Saint-Santin-de-Maurs présente la particularité d'être juxtaposé au bourg homonyme de Saint-Santin, situé dans le département voisin de l'Aveyron. Le village est ainsi administrativement coupé en deux. La division est ancienne, les deux communes sont issues de deux provinces : Auvergne et Rouergue. La carte de Cassini (XVIIIe siècle) montre déjà deux appellations : St Santin de Montmurat et St Santin des Morts.
Chaque commune a son église, à 20 mètres l'une de l'autre, l'une romane (Cantal), l'autre du XIXe (Aveyron), deux mairies bien sûr, deux écoles, mais toutefois un seul monument aux morts, édifié sur la limite départementale, qui comporte une face pour les Cantaliens et l'autre pour les Aveyronnais, morts pour la même patrie.

## Politique et administration
| Période                                  | Période   | Identité          | Étiquette | Qualité    |
| ---------------------------------------- | --------- | ----------------- | --------- | ---------- |
| Les données manquantes sont à compléter. |           |                   |           |            |
| mai 1959                                 | mai 1989  | Paul Rigaldie     |           |            |
| mars 1989                                | mars 2008 | Henri Ruat        |           |            |
| mars 2008                                | En cours  | Jean-Luc Broussal |           | Commerçant |

## Démographie
L'évolution du nombre d'habitants est connue à travers les recensements de la population effectués dans la commune depuis 1793. Pour les communes de moins de 10 000 habitants, une enquête de recensement portant sur toute la population est réalisée tous les cinq ans, les populations de référence des années intermédiaires étant quant à elles estimées par interpolation ou extrapolation. Pour la commune, le premier recensement exhaustif entrant dans le cadre du nouveau dispositif a été réalisé en 2006.

En 2022, la commune comptait 365 habitants, en évolution de +2,24 % par rapport à 2016 (Cantal : −1,08 %, France hors Mayotte : +2,11 %).
| 1793 | 1800 | 1806 | 1821 | 1831 | 1836 | 1841 | 1846 | 1851 |
| ---- | ---- | ---- | ---- | ---- | ---- | ---- | ---- | ---- |
| 600  | 600  | 574  | 554  | 681  | 755  | 753  | 714  | 785  |

| 1856 | 1861 | 1866 | 1872 | 1876 | 1881 | 1886 | 1891 | 1896 |
| ---- | ---- | ---- | ---- | ---- | ---- | ---- | ---- | ---- |
| 762  | 767  | 761  | 758  | 718  | 721  | 721  | 709  | 640  |

| 1901 | 1906 | 1911 | 1921 | 1926 | 1931 | 1936 | 1946 | 1954 |
| ---- | ---- | ---- | ---- | ---- | ---- | ---- | ---- | ---- |
| 668  | 621  | 609  | 504  | 522  | 524  | 518  | 502  | 450  |

| 1962 | 1968 | 1975 | 1982 | 1990 | 1999 | 2006 | 2011 | 2016 |
| ---- | ---- | ---- | ---- | ---- | ---- | ---- | ---- | ---- |
| 426  | 382  | 401  | 407  | 397  | 340  | 337  | 377  | 357  |

| 2021 | 2022 | - | - | - | - | - | - | - |
| ---- | ---- | - | - | - | - | - | - | - |
| 363  | 365  | - | - | - | - | - | - | - |

## Culture locale et patrimoine

### Lieux et monuments
Hormis les deux églises, qui caractérisent le bourg de Saint-Santin, on remarque la colline de La Garenne. Cette excroissance calcaire qui domine le village est d'une origine mal connue. Elle fait partie d'un ensemble de quatre émergences d'importance comparable, qui dessinent grosso modo une ligne orientée du nord vers le sud si l'on considère la Garenne de Saint-Santin, la colline du four à Chaux, Montmurat, et Montredon (Lot). Il s'agit de massifs karstiques qui préfigurent le Quercy tout proche, coincés entre le bassin houiller de Decazeville, le socle hercynien général et les sols volcaniques du Cantal au nord.
La Garenne, avec sa forme particulière et sa couronne boisée, ne passe pas inaperçue sur Google Earth, et constitue un belvédère et un lieu de promenade apprécié, pour les jonquilles en février, les noisettes un peu plus tard, et le coup d'œil panoramique en toute saison.
En contrebas de La Garenne, au lieu-dit Gratacap, fut installé, avant d'être récemment démonté, un sondeur ionosphérique, gigantesque antenne qui, avec son équivalente installée à Nançay en Sologne, était chargée d'écouter l'univers, faisant ainsi de Saint-Santin-de-Maurs l'un des deux seuls sites français d'écoute des signaux extra-terrestres. Le site a été distingué par Natura 2000 pour la richesse de sa flore (35 espèces d'orchidées) et de sa faune (insectes). cf Site Natura 2000. les coteaux calcaires de Saint-Santin-de-Maurs et de Montmurat : vallées et coteaux thermophiles de la région de Maurs.- Aurillac : CPIE de Haute-Auvergne, s.d.(vers 2000).

### Personnalités liées à la commune
L'écrivain Jean Anglade s'est inspiré de la situation particulière du village et de l'émulation (la rivalité ?) ancestrale entre Cantaliens et Aveyronnais pour écrire son roman Un souper de neige paru en 2000 aux Presses de la cité. La photo de couverture du livre présente le bourg de Saint-Santin avec ses deux églises.